# Камзінов Шайдулла Хайруллович
Шайдулла́ Хайру́ллович Камзі́нов (2 серпня 1975 — 2 жовтня 2014) — молодший сержант 93-ї окремої механізованої бригади Збройних сил України, загинув в ході російсько-української війни.

## Життєвий шлях
Народився 1975 року в місті Павлодар (Казахстан). У віці 4 років з батьками та братом Саяном переїхав в родинне обійстя дідуся й бабусі у Зозулинцях. Володів казахською та російськими мовами, швидко опанував українську. Одного разу батько поїхав до Казахстану й не повернувся.
Відслужив строкову службу в Чернівцях, одружився, родина займалася господарством, дружина працювала листоношею, ростили дітей. Працював на Юзефо-Миколаївському цукровому заводі; змінював місця роботи, захоплювався туризмом.
Мобілізований 13 серпня 2014-го, на фронт споряджали усім селом. Командир бойової машини-командир відділення, 93-я окрема механізована бригада. 10 вересня потрапив на ротацію до ДАП. Що перебував на передовій, знав лише брат Саян.
2 жовтня 2014-го загинув під мінометним обстрілом селища Піски Ясинуватського району, рятуючи поранених з-під вогню. Шайдулла зазнав осколкових поранень поранення шиї та грудної клітини, несумісних із життям.
Без Шайдулли лишились мама Надія Кирилівна, вітчим Василь, брат, дружина Тетяна, двоє дітей — син Едуард 1997 р.н. й донька Ілона 2005 р.н.
Похований в селі Зозулинці 6 жовтня. В останню дорогу громада проводжала на колінах.

## Нагороди та вшанування
За особисту мужність і героїзм, виявлені у захисті державного суверенітету та територіальної цілісності України, вірність військовій присязі під час російсько-української війни, відзначений — нагороджений
- орденом «За мужність» III ступеня (посмертно)
- 9 травня 2015 року в школі, котру він закінчив, встановлено пам'ятну дошку
- у жовтні 2015-го в Козятині відкрито Алею Слави воїнам за незалежність України, де викарбуване й ім'я Шайдулли Камзінова
- Його портрет розміщений на меморіалі «Стіна пам'яті полеглих за Україну» у Києві: секція 4, ряд 10, місце 24
- Рішенням Козятинської районної ради від 30 березня 2018 року посмертно нагороджений нагрудним знаком «За заслуги перед Козятинщиною»[1]
- Вшановується 2 жовтня на щоденному церемоніалі вшанування українських захисників, які загинули цього дня в різні роки внаслідок російської збройної агресії[2]